# The Inferior Sex
The Inferior Sex è un film muto del 1920 diretto da Joseph Henabery. Basato su un lavoro teatrale di Frank Stayton, aveva come interpreti Mildred Harris, Milton Sills, Mary Alden, John Steppling, Bertram Grassby.

## Trama
Finita la luna di miele, Knox Randall comincia a trascurare Ailsa, la sua giovane moglie, tornando a dedicarsi anima e corpo agli affari. Lei, affranta, non sa che fare e finisce così per seguire il consiglio di Clarissa, la sorella di Knox, che le suggerisce di fare ingelosire il marito: iniziando un innocente flirt, si fa corteggiare da Porter Maddox, un playboy. Ma, ben presto, si accorge che Clarissa - che è sposata con George Mott-Smith - si è disperatamente innamorata del playboy e progetta di lasciare il marito per fuggire di casa con lui. Maddox, invece, usa la donna per accumulare informazioni riservate sui segreti di Wall Street. Ailsa tenta di correre ai ripari per salvare la cognata da quel colpo di testa. Corre voce che Ailsa sia una moglie infedele: George, il marito di Clarissa, informa Knox e i due intercettano la coppia di fuggitivi. Quando Ailsa e Knox restano soli, lei gli racconta tutta la storia e finalmente Knox capisce il valore di Ailsa che, con la sua intraprendenza, è riuscita a salvare il matrimonio e la reputazione di sua sorella.

## Produzione
La sceneggiatura, firmata da Keene Thompson e Waldemar Young, si basa sull'omonimo lavoro teatrale di Frank Slayton andato in scena a Broadway il 24 gennaio 1910. Nella ripresa in ottobre, tra gli attori, appare Bertram Grassby, interprete poi anche del film.
Protagonista del film era Mildred Harris, la giovanissima moglie di Charlie Chaplin, che veniva presentata appunto con il nome Mildred Harris Chaplin anche se, all'epoca, lei e il celebre marito erano già sulla via del divorzio. La casa di produzione, creata da Louis B. Mayer, era nata come Chaplin-Mayer Pictures Company. Come ricorda Charlie Chaplin nella sua autobiografia, il produttore, due giorni dopo le nozze, preparò per Mildred un contratto di cinquantamila dollari l'anno per sei film facendo leva sul nome da sposata della giovane attrice. La compagnia, nell'arco di circa un anno, produsse cinque pellicole.

## Distribuzione
Distribuito dalla First National Exhibitors' Circuit, il film uscì nelle sale cinematografiche statunitensi nel marzo 1920.
Non si conoscono copie ancora esistenti della pellicola che viene considerata presumibilmente perduta.